# Dominique van Hulst
Dominique Rijpma van Hulst, nota anche con lo pseudonimo di Do (Eindhoven, 7 settembre 1981), è una cantante olandese.

## Biografia
Dominique nasce a Eindhoven, una città del sud dei Paesi Bassi. Anche se cantò per la maggior parte dei suoi primi anni, Do non ha mai considerato quello una carriera musicale. Era una tennista di talento e all'età di 15 anni iniziò i preparativi per competere nel torneo di Wimbledon, ma fu forzata a concludere la sua carriera di tennista presto a causa di un infortunio.
Il suo primo spettacolo musicale al café Old Dutch di Valkenswaard, le portò un contratto con la casa discografica Sony Music BMG.
Il 7 luglio 2007 ha sposato Marc Verschoor a Barcellona.

## Carriera musicale
Prima di pubblicare un singolo, fece da supporto nei tour di 5ive e Montell Jordan nei Paesi Bassi. Il suo primo singolo fu la canzone "Real Good", ma anche se il videoclip della canzone venne trasmesso molte volte sul canale musicale olandese TMF, questa non divenne una hit in Olanda e più tardi in un'intervista affermò:"It wasn't my sound, and I hated the video. Thankfully it wasn't a hit, 'cause I don't want people to remember me from that song" ("Non era il mio sound e odiavo il video. Per fortuna non è stata una hit, perché non voglio che le persone si ricordino di me per quella canzone").
Dopo di questa, Do collaborò con Dj Sammy e Yanou nella realizzazione della cover di Heaven di Bryan Adams, la quale divenne una hit internazionale, posizionandosi al primo posto nelle classifiche di molti paesi, inclusa l'Inghilterra. Ovunque andava, le fu chiesto se era DJ Sammy perché la canzone è stata accreditata a DJ Sammy ma lei era l'obiettivo principale nel video. Venne creata anche il candlelight remix in versione lenta con il pianoforte e questa fu anche utilizzata per la sequenza finale della serie tv Cold Case, primo episodio dell'ottava stagione 'Fly Away'.
L'album di debutto di Dominique, dal titolo Do, venne pubblicato nel 2004 e raggiunse la terza posizione nelle classifiche olandesi. Il primo singolo estratto dall'album fu "Voorbij", un duetto con Marco Borsato, raggiunse la prima posizione in classifica. Entrò nelle top 10 olandesi anche con i due singoli successivi "Love Is Killing Me" (che raggiunse la sesta posizione) e "Angel By My Side" (che raggiunse la decima posizione). Una versione speciale di "Angel By My Side" venne utilizzata nel film olandese Ellis in Glamourland del 2004. Il quarto singolo pianificato doveva essere la cover della canzone "I Don't Wanna Be Your Friend" di Cyndi Lauper, ma ciò non venne realizzato in quanto non ottenne i diritti per pubblicarla come singolo.
L'album ottenne il disco d'oro (con 40 000 copie vendute) in Olanda poco prima di natale. Sebbene reduce dal successo internazionale di "Heaven", il suo album non venne pubblicato in altri paesi, per ragioni sconosciute. Per la fine dell'anno, ha registrato la canzone di natale con Trijntje Oosterhuis "Everyday Is Christmas", che raggiunse la settima posizione nella top 40 olandese.
Dopo il disastro dello tsunami in Indonesia, Dominique insieme altri artisti olandesi registrarono "Als Je Iets Kunt Doen" (If You Can Do Something) per le vittime dello tsunami, raggiungendo la prima posizione nelle classifiche olandesi, restandovi per varie settimane. Tutti i ricavati della canzone vennero devoluti alle vittime del disastro.
Do ha anche fatto qualche apparizioni in film, anche dando la voce di "Cappy" nella versione olandese del film Robots. Un altro risultato ottenuto fu quello di essere l'unica artista femminile ad avere due diverse versioni della stessa canzone "Heaven" nelle classifiche di Billboard, allo stesso tempo, raggiungendo l'ottava posizione.
Il secondo album di Dominique fu Follow Me, pubblicato in Olanda il 19 giugno 2006. Il primo singolo estratto dall'album fu "Follow Me" una canzone scritta da Bryan Adams, la quale era stata già registrata da Melanie C nel 1999. Il singolo raggiunse la nona posizione nella top 40 olandese, ma fece ancora meglio nella Megacharts Top 50, dove raggiunse la diciassettesima posizione e l'album entrò nella Dutch Megacharts Album Top 100 all'ottava posizione e vi rimase per due settimane. L'album significava molto per Do in quanto ha lavorato al disco con un suo amico, prima che questi morisse.
Il secondo singolo estratto fu "Beautiful Thing" e questa canzone fece meglio in classifica di "Follow Me" raggiungendo la ventitreesima posizione e rimanendo nella top 40 per nove settimane. Il video di "Beautiful Thing" è stato girato in Bonaire, proprio come il terzo singolo dell'album, "Sending Me Roses", che fu pubblicato solo come traccia digitale. I due video insieme formano una storia.
Sempre nel 2006 Do ha realizzato il tour "Follow Me".
Il quarto singolo dell'album fu "I Will" che venne pubblicato nel febbraio 2007, la canzone fu registrata anche in Svezia, ma non venne realizzato nessun video e la canzone non entrò in classifica.

## Discografia

### Album
| 2004 | Do - Pubblicazione: 1º luglio 2004 - Formato: CD        | 3 |
| 2006 | Follow Me - Pubblicazione: 19 giugno 2006 - Formato: CD | 8 |

## Singoli
| 2000 | "Real Good" - Album: -                                                                                        | -   | -   | -  | -  | -  | -   | -  |
| 2001 | "Heaven" ft. DJ Sammy & Yanou - Album: Do                                                                     | #5  | #1  | #1 | #8 | #1 | #10 | #5 |
| 2002 | "On and On (Do song)" - Album: Do                                                                             | #40 | #38 | -  | -  | -  | #68 | -  |
| 2003 | "Heaven (Candlelight Mix)" - Album: Do                                                                        | #4  | #2  | -  | -  | -  | -   | -  |
| 2004 | "Voorbij ft. Marco Borsato" - Album: Do                                                                       | #1  | #1  | -  | -  | -  | -   | -  |
| 2004 | "Love Is Killing Me" - Album: Do                                                                              | #7  | #6  | -  | -  | -  | -   | -  |
| 2004 | "Angel By My Side" - Album: Do                                                                                | #7  | #8  | -  | -  | -  | -   | -  |
| 2004 | "Everyday Is Christmas" - Fu in un maxi single con Trijntje Oosterhuis                                        | #3  | #1  | -  | -  | -  | -   | -  |
| 2005 | "Als Je Iets Kan Doen" - ConArtiesten voor Azië (Artists for Asia), una canzone per le vittime dello tsunami. | #1  | #1  | -  | -  | -  | -   | -  |
| 2006 | "Follow Me" - Album: Follow Me                                                                                | #39 | #18 | -  | -  | -  | -   | -  |
| 2006 | "Beautiful Thing" - Album: Follow Me                                                                          | #17 | #6  | -  | -  | -  | -   | -  |
| 2006 | "Sending Me Roses" - Album: Follow Me                                                                         | -   | -   | -  | -  | -  | -   | -  |
| 2006 | "I Will" - Album: Follow Me                                                                                   | -   | -   | -  | -  | -  | -   | -  |
| 2008 | "On The Topshelf" - Ft. Inge Van Kempen                                                                       | -   | -   | -  | -  | -  | -   | -  |
| 2009 | "Zingen In Het Donker" - Album: "Zingen In Het Donker"                                                        | -   | -   | -  | -  | -  | -   | -  |

## Premi e nomination
| Premio                                 | Categoria                | Nominati                         | Risultato |
| -------------------------------------- | ------------------------ | -------------------------------- | --------- |
| 2007                                   |                          |                                  |           |
| Dutch Musical Awards                   | Best Big Musical         | Cast di Cinderella               | Nominata  |
| 2006                                   |                          |                                  |           |
| TMF Awards Holland                     | Best Dutch Female Artist | Se stessa                        | Nominata  |
| 2005                                   |                          |                                  |           |
| TMF Awards Holland                     | Best Dutch Female Artist | Se stessa                        | Nominata  |
| 2004                                   |                          |                                  |           |
| Edison Awards                          | Best New Artist          | Se stessa                        | Nominata  |
| BMI Pop Award U.S.A                    | Best Pop                 | Se stessa                        | Vinto     |
| TMF Awards Holland                     | Best Dutch Female Artist | Se stessa                        | Vinto     |
| 2003                                   |                          |                                  |           |
| World Music Awards Monte Carlo, Monaco | Best Dutch Female Artist | Se stessa                        | Vinto     |
| Dancestar Awards Miami, USA            | Best single of the year  | DJ Sammy & Yanou Ft. Do - Heaven | Vinto     |
| TMF Awards Holland                     | Best New Act             | Se stessa                        | Vinto     |